# Kaj Lyberth
Kaj Lyberth (* 2. Januar 1954 in Maniitsoq) ist ein grönländischer Politiker (Siumut) und Lehrer.

## Leben
Kaj Lyberth ist der Sohn des Handelsassistenten und Bäckers Peter Lyberth († 1979) und seiner Frau Marie. Am 29. Juli 1989 heiratete er die Isländerin Edda Björnsdóttir (* 1957).
Er besuchte von 1969 bis 1972 die Realschule in Aasiaat und war anschließend im Rahmen des American Field Service ein Jahr in Gettysburg. Anschließend besuchte er die Staatsschule in Esbjerg, die er 1976 abschloss. Von 1976 bis 1977 war er Hilfslehrer an der Kilaaseeqqap Atuarfia in Maniitsoq und dann drei Jahre am Ilinniarfissuaq in Nuuk. 1980 wurde der Lehrer an der Tasersuup Atuarfia in Qaqortoq. Später wurde er Leiter der Sulisartut Højskoliat.
Kaj Lyberth begann 1975 Musik zu produzieren. 1980 veröffentlichte er die Langspielplatte Uillut und gab 1983 und 1984 zwei Musikkassetten mit heraus. Von 1980 bis 1997 war er Produzent bei Qaqortoq TV. 1983 wurde er Handballschiedsrichter.
Von 1994 bis 1997 war er Nachrücker im Rat der Gemeinde Qaqortoq und ab 1997 schließlich festes Mitglied. 2008 wurde er in den Rat der neuen Kommune Kujalleq gewählt. Er kandidierte bei der Parlamentswahl 2013 und erreichte den zweiten Nachrückerplatz der Siumut. Weil drei Minister der Partei sich beurlauben ließen, rückte er ins Parlament nach, ließ sich aber krankheitsbedingt zur ersten ordentlichen Sitzung im September 2013 beurlauben. Im Jahr darauf wurde das Parlament aufgelöst und Kaj Lyberth trat nicht erneut an. 2017 schied er auch aus dem Kommunalrat aus.